# United States Reports
United States Reports — издание, в котором официально публикуются решения, постановления и определения Верховного суда США. К каждому решению прилагается его краткое содержание, подготовленное юристами суда. Кроме того, в издании публикуются все особые мнения судей по данному делу. При цитировании решений Верховного суда США следует ссылаться именно на данное издание.